# 三沢村延
三沢 村延（みさわ むらのぶ）は、陸奥仙台藩一門第十一席・前沢三沢家第5代当主。

## 生涯
明和2年（1765年）、三沢家第4代当主・三沢村保（むらやす）の子として生まれる。村保は、岩谷堂伊達村望の四男で、三沢村清の婿養子となり、藩主伊達宗村より偏諱を受けていた。
寛政3年（1791年）、父村保の死去により家督相続し、胆沢郡前沢邑主となる。家の慣例により、仙台藩主の伊達斉村から偏諱を受けて村延と名乗る。
寛政9年（1797年）、仙台藩の領内で大一揆が発生し、一揆勢が前沢にも迫ったため、一門登米伊達宗充からの応援を得てこれを取り鎮めた。
文化8年（1811年）5月7日死去。享年47。家督は嫡男の三沢宗為（むねため、｢宗｣は伊達斉宗からの偏諱）が相続した。